# Nekcse vára
Nekcse vára (horvátul: Bedemgrad) egy várrom Horvátországban, az Eszék-Baranya megyei Nekcseváralja határában.

## Fekvése
Nekcseváraljától nyugatra, a Krndija-hegység 407 méteres magaslatán találhatók romjai.

## Története
Nekcse várát valószínűleg az Aba nembeli Nekcsei Sándor építtette 1312 és 1323 között. 1396-ban említi először oklevél „Castrum Nekchewar” alakban. Az Aba nembeli Nekcseiek építtették valószínűleg még a 14. század első felében és birtokolták egészen 1403 elejéig, amikor Nekcsei Sándor fia Zsigmond hűtlensége miatt Zsigmond király Szántai Laczkfi Dávid fejérmegyei ispánnak és testvérének Jakabnak adományozta. 1406-ban cserében a Bihar megyei Sólyomkő váráért ismét a király kezébe került. 1407-ben Zsigmond király Garai Miklós nádornak és testvérének, Jánosnak adományozta, később 1491-ben Corvin János, majd 1504-ben az Újlakiak kezére került. 1524-ben az Újlakiak kihaltával ismét királyi birtok lett. A vár 1541-ben került török kézre és 1687-ig török uralom alatt volt. 1608-ban a vár alatt hajtottak végre sikeres támadást az Antun Slavetić és Franjo Kolaković vezette szlavón felkelők Husszein pozsegai pasa csapatai ellen. A felkelők töröknek öltözve lesből támadtak a meglepett törökökre, akik közül 300 harcost levágtak. A győzelem hatását tovább növelte, hogy a pozsegai pasa a támadás után azt hitte, hogy a vele rossz viszonyban álló nekcsei aga támadta meg harcosait. Ezért az agát bepanaszolta a budai pasánál, aki az agát minden tárgyalás nélkül felakaszttatta. A várat 1687-ben harc nélkül szabadították fel Hans Dunewald császári generális csapatai, mivel török őrsége már előzőleg elhagyta. A vár keresztény őrsége 1690-ben sikeresen verte vissza Husszein pasa támadását. A várban egy ideig még katonaság állomásozott. A török veszély elmúltával azonban jelentősége megszűnt és tulajdonosai sorsára hagyták.

## A vár mai állapota
A középkori várból mára a támpillérekkel erősített négyszögletes kaputorony egy része maradt fenn mintegy hatemelet magasságban néhány körítőfal maradványával. A torony mintegy 60 méter átmérőjű kör alakú falon és sáncon belül helyezkedett el. Fala tört kövekből épült, néhány helyen téglával kiegészítve. Az északkeleti homlokzaton látható sarokkövek, az ablakkeretek és a szűk lőrések faragott kövekből vannak építve.